# 寶可夢 劍／盾
《寶可夢 劍／盾》是由GAME FREAK開發，寶可夢公司與任天堂發行，並在任天堂Switch平台上發售的角色扮演遊戲，屬於寶可夢系列第八世代，也是令和時期的第一作主要遊戲，於2019年11月15日全球同步發售。
新增內容《寶可夢 劍／盾 擴充票》中「鎧之孤島」於2020年6月17日公開，「冠之雪原」於同年10月23日公開。

## 遊戲機制

游戏中的伽勒爾地区，以現實中的英國大不列顛島嶼作為設計蓝本。

本作的冒險的舞台是以英國大不列顛島為原型的「伽勒爾地區」，主角與鄰居赫普在得到伽勒爾地区的冠軍丹帝的推薦信後，與各自的寶可夢展開冒險，並朝著成為當地的寶可夢訓練家比賽冠軍的目標而展開故事。
玩家可以在曠野地帶中自由探索，並與其他玩家透過「極巨化」與強大的野生寶可夢進行團體戰、或在特定道館與對戰中使用極巨化，使寶可夢在三回合內巨大化進行對戰。

## 开发
2017年，寶可夢公司的總裁石原恒和在E3 2017中宣布新的宝可梦系列正处于开发阶段，同時表示开发时间不会超过一年。
2018年，製作人增田順一宣布新的宝可梦系列将于2019年下半年推出于任天堂Switch平台上。同时，也表示本作将会增加更多寶可夢與更細緻的圖像。
2019年2月27日，官方在「Pokémon Dierct」中釋出首部宣传片與遊戲標題，并預計於同年冬季發售。
2019年6月6日，在E3 2019的「Pokémon Direct」直播發表會上公開遊戲發售日為同年11月15日。
2019年6月12日，E3 2019中的線上直播「Treehouse Live」上，官方宣布本作將不會包含所有的寶可夢，只會收錄部分的寶可夢。
2019年12月13日，宣布將推出共七集的網路動畫《破曉之翼》，以伽勒爾地區中的遊戲角色為主題。於2020年1月15日開始播放。
2020年1月9日，在「Pokémon Direct」直播發表會上，官方宣布將推出《寶可夢 劍／盾 擴充票》，先後分為「鎧之孤島」及「冠之雪原」推出，合計將新增多達兩百隻以上未在《寶可夢 劍／盾》發售時登場的寶可夢、並新增傳說的寶可夢。
2020年6月2日，發布《寶可夢 劍／盾 擴充票》新預告影片，並宣布第一彈內容「鎧之孤島」將於6月17日推出。
2020年9月29日，宣布擴充票第二彈內容「冠之雪原」將於10月23日推出、於11月6日發售收錄遊戲本體及擴充票的盒裝版，並推出紀念音樂影片〈GOTCHA！〉。
2020年11月5日，網路動畫《破曉之翼》推出特別篇〈EXPANSION ～群星會～〉紀念擴充票發售。

## 擴充票
2020年1月9日，在寶可夢直面會上宣佈將新增下載內容《寶可夢 劍／盾 擴充票》，這也是系列首次以DLC形式增加內容，取代以往如《寶可夢 白金》的加強版形式。
2020年11月6日，發售盒裝實體版遊戲《寶可夢 劍＋擴充票》與《寶可夢 盾＋擴充票》。

### 鎧之孤島
2020年6月17日推出。主角將在伽勒爾的新舞台「鎧島」展開冒險，與傳說中的寶可夢一起修行。並新增傳說的寶可夢、依版本而異的勁敵、換裝道具、功能及道具等。

### 冠之雪原
2020年10月23日推出。主角將在伽勒爾的新舞台「王冠雪原」作為探險隊隊長，在雪原展開尋找傳說的冒險。並新增傳說中的寶可夢、極巨大冒險、換裝道具等。

## 爭議

### 刪減寶可夢
在E3 2019中的線上直播「Treehouse: Live」上，官方宣布本作將不會包含所有的寶可夢，只會收錄部分的寶可夢，造成大量粉絲不滿並對給予影片負面評價，部分玩家在社交網站打上「#BringBackNationalDex」（還我全國圖鑑），在之後電玩媒體對本作製作人的專訪中更是直指「只出現經篩選的寶可夢」此一方針將延續到未來的作品中，不會出現全國圖鑑，並且超級進化、Z招式也不會出現。事後，其直播節目成為了E3 2019活動中YouTube上負評率最高的影片。6月28日，增田順一表明，很難將所有寶可夢放在同一遊戲，但這不代表伽勒爾地區沒有登場的寶可夢將來無法再登場。

### 中文標題改名爭議
從本作情報公開後，系列所有作品皆逐步改名為「寶可夢」，僅《太陽／月亮》、《究極之日／究極之月》與《Let's Go！皮卡丘／Let's Go！伊布》保留使用「精靈寶可夢」的舊稱。
2019年4月，在沒有在面向香港群眾的社交媒體上公佈或發表聲明，官方僅把其專頁從「精靈寶可夢 香港」改名作「寶可夢 香港」，只有訂閱者才會收到Facebook系統的自動通知。直至8月1日，才在面對大陸群眾的微博中公佈「自2019年8月1日（星期四）起，將逐步變更『精靈寶可夢』的名稱為『寶可夢』」。由於當初日方把名字從香港原本的官方譯名「寵物小精靈」更改作「精靈寶可夢」時，The Pokémon Company董事石原恒和拍攝YouTube影片，聲稱是特地保留來自香港的「精靈」二字，以照顧香港受眾感情。這次的再度改名，正好刪去石原恒和聲稱是來自香港的元素，再度激起香港人不滿。網民更揭發，The Pokémon Company 在這次再度易名的同時，把石原恒和在2016年2月尾宣佈改名的影片改為設定作私人影片，令公眾無法閱覽，批評官方企圖「毀屍滅跡」，不希望觀眾翻查石原恒和當天的這番言論。

### 簡體中文寶可夢改名
2020年3月25日，官方宣布部分寶可夢的簡體中文名稱進行更動，「多邊獸Ⅱ」改為「多邊獸2型」、「多邊獸Z」改為「多邊獸乙型」、「謎擬Q」改為「謎擬丘」。
2020年10月20日，官方再次更動簡體中文名稱，「流氓熊貓」改為「霸道熊貓」、「毒電嬰」改為「電音嬰」、「死神棺」改為「迭失棺」、「死神板」改為「迭失板」、「偷兒狐」改為「狡小狐」、「狐大盜」改為。
2020年10月23日，簡體中文的名稱更動於1.3.0版更新套用至本作遊戲中。

## 評價
| 汇总媒体   | 得分   |
| ---------- | ------ |
| Metacritic | 80/100 |

| 媒体          | 得分    |
| ------------- | ------- |
| Destructoid   | 7/10    |
| 电子游戏月刊  | [ 22 ]  |
| Game Informer | 8.75/10 |
| GamesRadar+   | [ 24 ]  |
| GameSpot      | 9/10    |
| IGN           | 9.3/10  |
| Nintendo Life | [ 27 ]  |
| VG247         | [ 28 ]  |
| Fami通        | 38/40   |

本作游戏自第一个宣傳影片发布之后就引发玩家间的争议，虽然大部分专业评测机构都给予良好评价，但玩家间认为只是给予该系列的过往声誉，而忽视了既有的缺点。最大的争议为大幅度限制或缩减宝可梦的数量，被认为是忽视了作为收集培养类型游戏的乐趣和旧玩家对旧有宝可梦的情怀；除外还包括剧情推进过于单一和顺畅，场景建模仍然存在粗糙等问题。

### 銷量
儘管發售前爭議不斷，在日本，包含實體版及數位版，遊戲發售的前三天就已售出200萬套，超越了《任天堂明星大亂鬥 特別版》的紀錄，刷新當時任天堂Switch首周最佳的銷售成績。在美國，發售的首個週末也售出了超過200萬套的紀錄。 並在2019年11月21日於全球達成600萬套的銷售。
截至2025年5月8日，遊戲的全球銷售量已達到2672萬套，成為主系列銷售量第三高的作品，僅次於《寶可夢 紅／綠》。与《寶可梦 朱/紫》

### 獲獎記錄
| 年份 | 獎項                   | 類別                 | 結果 | 來源   |
| ---- | ---------------------- | -------------------- | ---- | ------ |
| 2019 | 遊戲評論家獎           | 最佳角色扮演遊戲     | 提名 | [ 36 ] |
| 2019 | 遊戲評論家獎           | 最佳家庭/社交遊戲    | 提名 | [ 36 ] |
| 2019 | Gamescom               | 最佳角色扮演遊戲     | 提名 | [ 37 ] |
| 2019 | Gamescom               | 最佳任天堂Switch遊戲 | 提名 | [ 37 ] |
| 2019 | Titanium Awards        | 最佳家庭/社交遊戲    | 提名 | [ 38 ] |
| 2020 | New York Game Awards   | 最佳兒童遊戲獎       | 提名 | [ 39 ] |
| 2020 | New York Game Awards   | 最佳音樂獎           | 提名 | [ 39 ] |
| 2020 | NAVGTR Awards          | 最佳家庭遊戲         | 提名 | [ 40 ] |
| 2020 | 第23屆D.I.C.E.遊戲大獎 | 年度角色扮演遊戲     | 提名 | [ 41 ] |
| 2020 | SXSW遊戲大獎           | 最佳熱門遊戲         | 獲獎 | [ 42 ] |
| 2020 | 法米通・電擊遊戲大賞   | 年度遊戲             | 獲獎 | [ 43 ] |
| 2020 | 法米通・電擊遊戲大賞   | 最佳角色扮演遊戲     | 獲獎 | [ 43 ] |
| 2020 | 日本遊戲大賞           | 優秀賞               | 獲獎 | [ 44 ] |
| 2020 | 日本遊戲大賞           | 最佳銷售賞           | 獲獎 | [ 44 ] |
| 2020 | 日本遊戲大賞           | 全球賞 日本作品部門  | 獲獎 | [ 44 ] |

## 外部連結
- 官方网站：繁體中文、简体中文、日本、北美